# شولندورف
شولندورف (به آلمانی: Schulendorf) یک شهر در آلمان است که در هرتسوگتوم لاونبورگ واقع شده‌است. شولندورف ۴۷۵ نفر جمعیت دارد.